# تریسته کلی دون
تریسته کلی دون (انگلیسی: Trieste Kelly Dunn؛ زادهٔ ۱۴ ژانویهٔ ۱۹۸۱) یک هنرپیشه اهل ایالات متحده آمریکا است. وی از سال ۲۰۰۴ میلادی تاکنون مشغول فعالیت بوده‌است.
از مهم‌ترین آثار او می‌توان به بازیگری در سریال بانشی، فیلم Applesauce و فیلم Plato's Reality Machine و همچنین سریال blind spot(نقطه کور)و banshee  اشاره کرد.

## زندگی شخصی
دان در تئاتر در دانشکده هنرهای کارولینای شمالی تحصیل کرد ، [۳] جایی که در تعدادی از فیلم های دانشجویی ، از جمله فیلم هایی که توسط همکلاسی ها و همکاران آینده Zach Clark , Brett Haley , Aaron Katz و Brendan McFadden ساخته شد ، حضور یافت.
در سال ۲۰۱۰ ، مجله فیلمساز او را به عنوان یکی از ۲۵ چهره جدید استقلال در شماره تابستان خود نامگذاری کرد ، [۴] و لس آنجلس تایمز از او براساس نقش هایش در فیلم های مستقل از هوای سرد و جدید ، او را به عنوان "ستاره گشودنی" معرفی کرد. سال